# Leptophobia eleone
Leptophobia eleone är en fjärilsart som först beskrevs av Doubleday 1847.  Leptophobia eleone ingår i släktet Leptophobia och familjen vitfjärilar. Inga underarter finns listade i Catalogue of Life.

## Bildgalleri

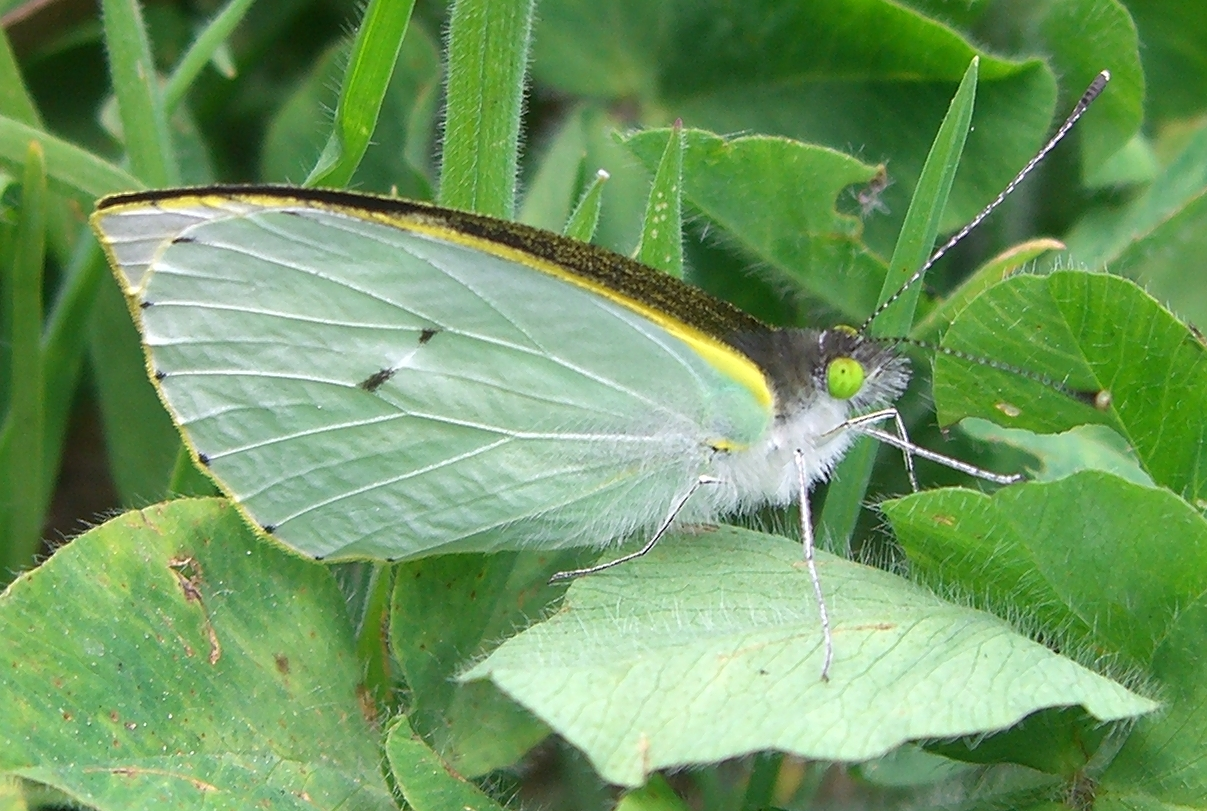
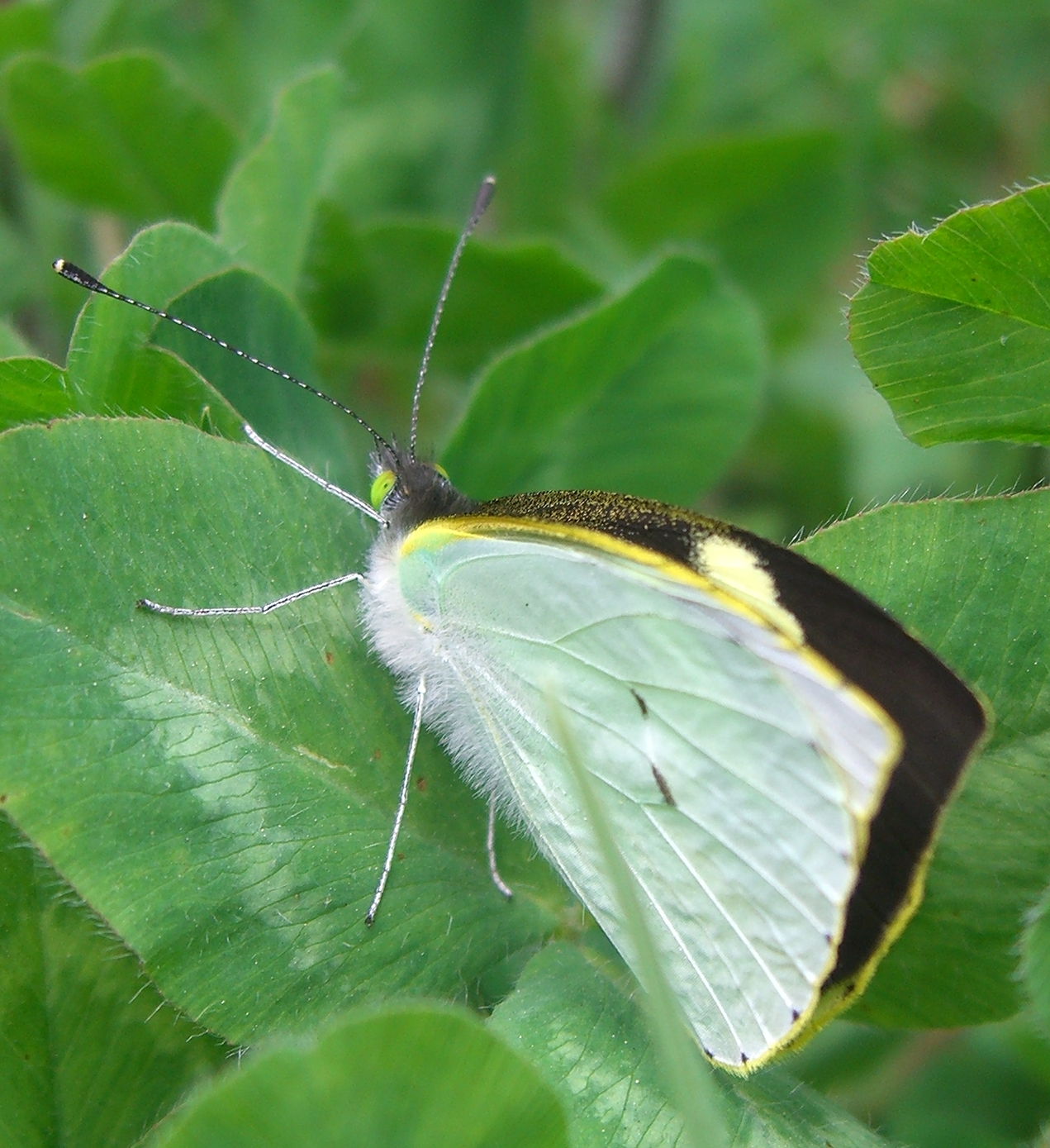
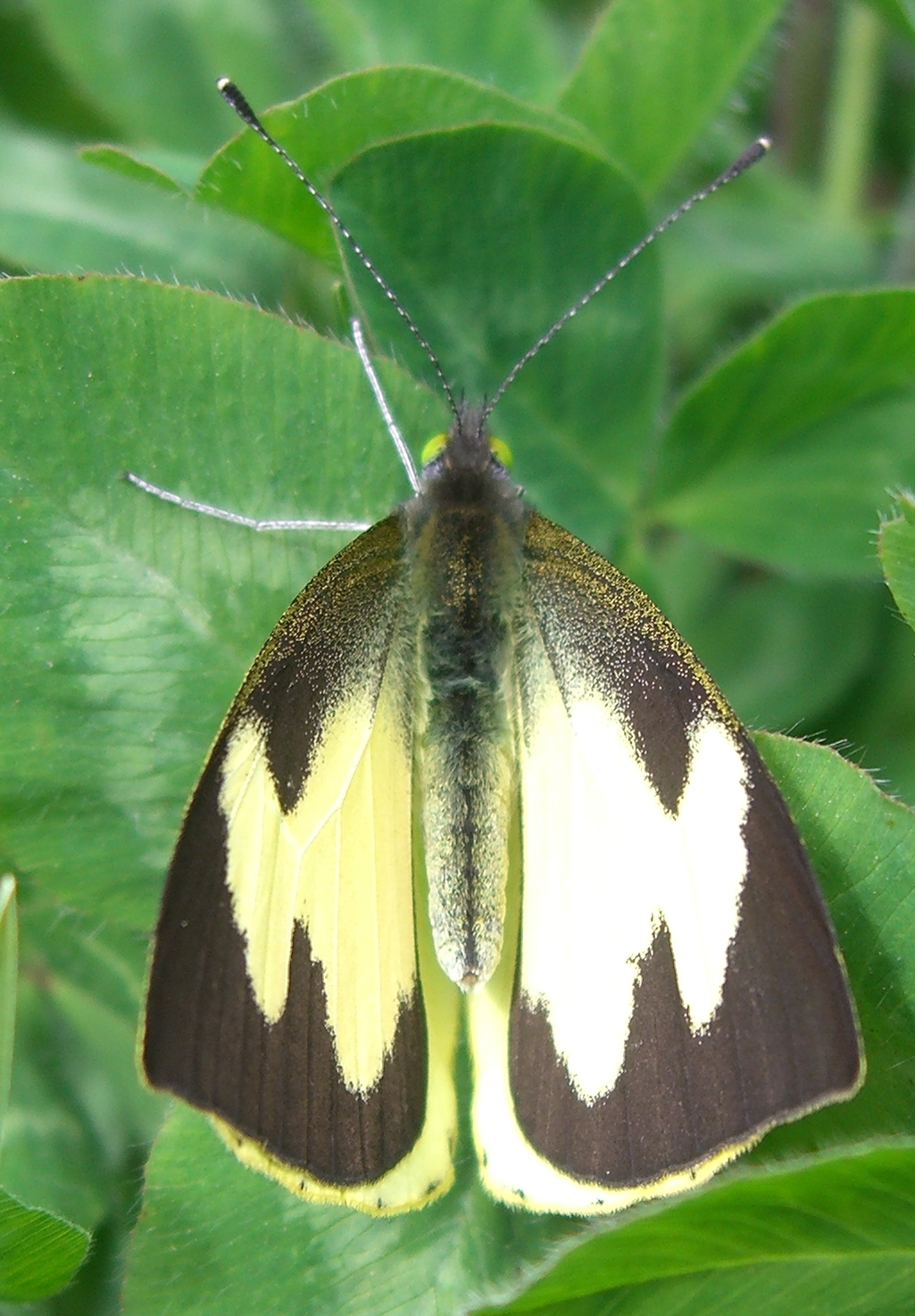
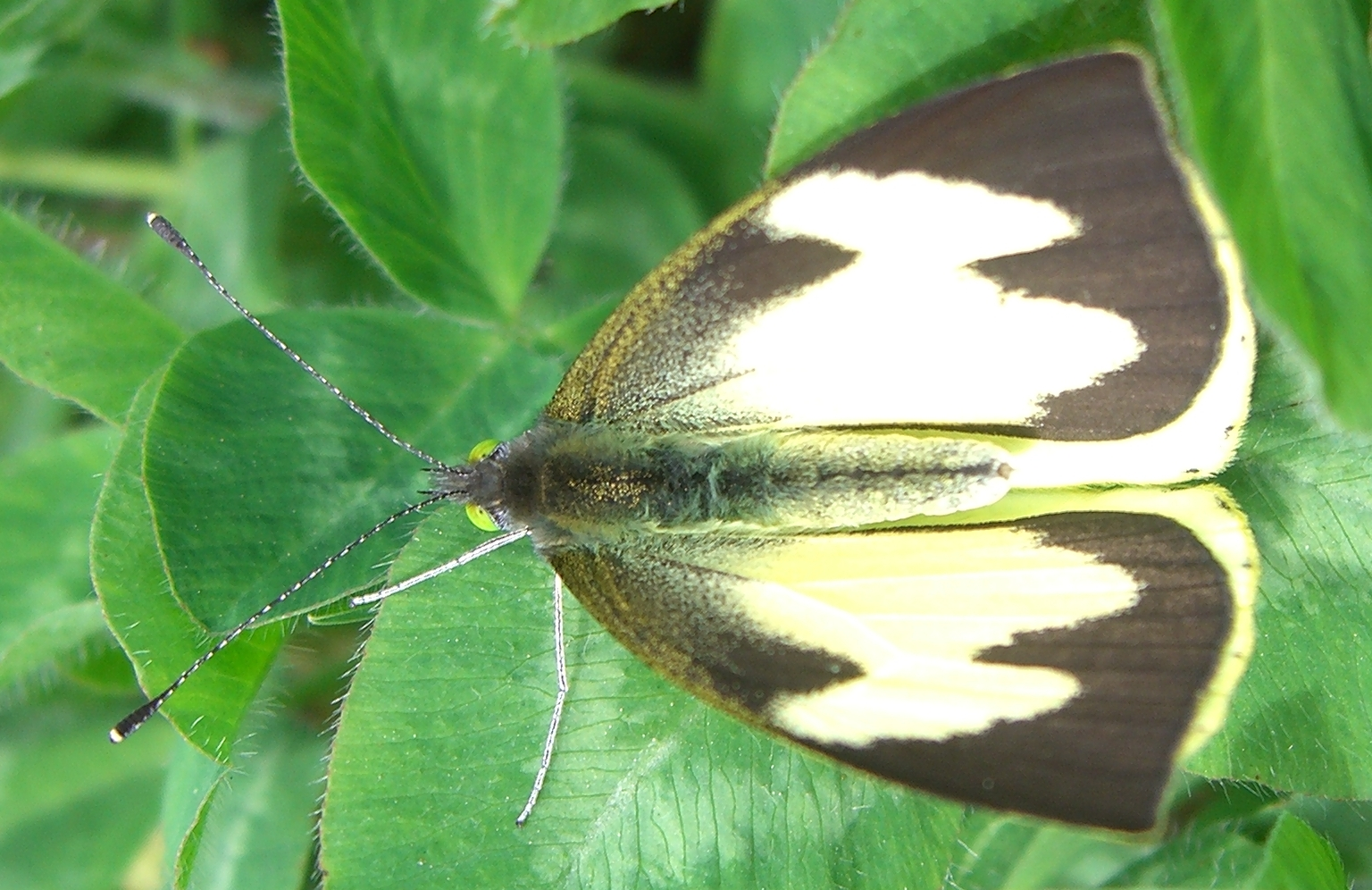